# Sacarosa

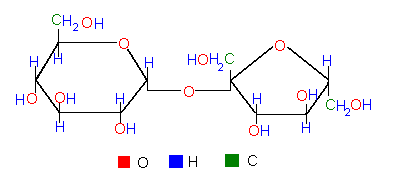
Representació plana de l'estructura química de la molècula de sacarosa

La sacarosa -de nom químic alfa-D-glucopiranosil(1→2)-beta-D-fructofuranòsid- és el compost orgànic que constitueix el principal component del sucre de taula (pràcticament l'únic en el cas del sucre refinat). És un sòlid blanc i inodor que cristal·litza en el sistema monoclínic. Té un gust dolç i agradable, i és prou conegut el seu paper en la nutrició humana. La molècula de sacarosa és un disacàrid format per la unió d'una de glucosa i una altra de fructosa (amb la pèrdua d'una molècula d'aigua). La fórmula molecular de la sacarosa és {\displaystyle {\ce {C12H22O11}}}. Al món hom produeix, aproximadament, 150 milions de tones de sacarosa cada any.

## Propietats físiques i químiques
La sacarosa és una molècula amb diversos centres estereogènics i diversos punts que són o poden ser reactius. Malgrat la complexitat d'aquesta molècula, només presenta un isòmer.

### Estructura
En la molècula de sacarosa, la glucosa i la fructosa estan unides per mitjà d'un enllaç glicosídic entre el carboni C1 de la glucosa i el carboni C2 de la fructosa. La glucosa existeix principalment en forma de dos isòmers piranosos (α i β), però només una d'aquestes estructures és capaç d'unir-se a la fructosa. La fructosa també pot presentar diferents estructures isomèriques, però -també en aquest cas- només una estableix un enllaç amb la glucosa. A diferència de la gran majoria de disacàrids, el lligam glicosídic s'estableix entre carbonis reductors dels dos monosacàrids que formen la molècula, la qual cosa inhibeix la formació d'enllaços amb altres unitats de sacàrids. Atès que no conté grups hidroxil anomèrics, la sacarosa és considerada una molècula sense poder reductor.
La cristal·lografia és una tècnica que proporciona informació altament precisa de l'estructura molecular. La sacarosa cristal·litza al grup espacial monoclínic P21, amb els següents valors a 300 K: a = 1.08631 nm, b = 0.87044 nm, c = 0.77624 nm, β = 102.938°
Per tal de determinar la puresa de la sacarosa s'utilitza la polarimetria, que consisteix en la mesura de la rotació del pla polaritzat de la llum a través d'una solució de sucre. La rotació específica a 20 °C utilitzant una llum groga de “sodi-D” (589 nm) és de +66,47º. La sacarosa no és danyada per l'aire.

### Degradació tèrmica i oxidativa
La sacarosa es descompon quan es fon a 186 °C (367 °F) per formar caramel. De la mateixa manera que els altres carbohidrats, es crema desprenent diòxid de carboni i aigua. Per exemple, en alguns motors de coets d'aficionats, serveix de combustible, juntament amb el nitrat de potassi.
48 KNO₃ + 5 C₁₂H22O11 --> 24 K₂CO₃ + 24 N₂ + 55 H₂O + 36 CO₂
La sacarosa reacciona amb l'àcid clorhídric, format a partir de la reacció de l'àcid sulfúric amb el clorat de potassi.
8 HClO₃ + C₁₂H22O11 --> 11 H₂O + 12 CO₂ + 8 HCl
La sacarosa es pot deshidratar per mitjà d'àcid sulfúric per formar un sòlid negre i ric en carboni, tal com s'indica en la següent equació ideal:
H₂SO₄(catalitzador) + C₁₂H22O11 --> 12 C + 12 H₂O + SO₃ + escalfor

### Hidròlisi
La hidròlisi trenca l'enllaç glicosídic, originant una molècula de glucosa i una altra de fructosa. Tanmateix, aquest procés es produeix de manera tan lenta que una dissolució de sacarosa es pot mantenir durant anys sense patir cap canvi apreciable. Tanmateix, si s'hi afegeix l'enzim sacarasa, la reacció avança ràpidament. La hidròlisi també pot ser accelerada per mitjà d'àcids tals com el bitartrat de potassi o l'àcid cítric (el del suc de llimona), ambdós àcids febles. De manera semblant, el suc gàstric de l'estómac converteix la molècula de sacarosa en una de glucosa i una altra de fructosa durant el procés digestiu. La fructosa ha estat identificada com una causa de l'obesitat infantil i la diabetis.

## Síntesi i biosíntesi de la sacarosa
La biosíntesi de sacarosa es du a terme a partir dels precursors UDP-glucosa i fructosa-6-fosfat, mitjançant la catàlisi de l'enzim sacarosa-6-fosfat-sintetasa. L'energia necessària per dur a terme la reacció s'aconsegueix a partir del trencament de molècules d'uridina difosfat (UDP). La sacarosa és formada únicament per les plantes ja que els altres organismes no tenen la capacitat de sintetitzar-la. Es troba de manera natural a moltes plantes alimentàries junt amb el monosacàrid de fructosa. En moltes fruites, com ara la pinya o l'albercoc, la sacarosa és el sucre principal. En altres, com ara raïms i peres, és la fructosa el sucre predominant.

### Síntesi química
Encara que la sacarosa s'aïlla de fonts naturals, la seva síntesi química es va aconseguir per primera vegada el 1953 per Raymond Lemieux.

## Aliment
El sucre refinat era originalment un luxe, però finalment, gràcies a les millores en la indústria del refinament del sucre, ha esdevingut suficientment barat i comú per influir en la cuina estàndard. La Gran Bretanya i les illes del Carib tenen cuines on l'ús de sucre s'ha tornat especialment prominent.
El sucre és un element essencial en pastisseria i en rebosteria. Els cuiners l'utilitzen per endolcir, i també pot servir com a conservant alimentari quan és utilitzat en concentracions suficients. La sacarosa és important per l'estructura de molts menjars incloent-hi galetes, pastissos, caramels, gelats i sorbets. A més, es tracta d'un ingredient comú en molts processats també anomenats "menjars escombraria".

## Metabolisme de la sacarosa
En els mamífers, la sacarosa es digereix immediatament a l'estómac dividint-se en els seus components glucídics, gràcies a hidròlisis acídiques. Aquest pas és realitzat per una hidrolasa de glicosídica, que catalitza la hidròlisi de sacarosa a monosacàrids de glucosa i fructosa. La glucosa i la fructosa s'absorbeixen ràpidament al corrent sanguini, a l'intestí prim. La sacarosa indigerida que passa a l'intestí també és descomposta per isomaltases hidrolases, que estan situades a la membrana dels microvellositats que cobreixen el duodè. Aquests productes també es transfereixen ràpidament al corrent sanguini. La sacarosa és digerida per l'enzim invertasa en bacteris i alguns animals.
La sacarosa és un macronutrient fàcilment assimilat que proporciona una font ràpida d'energia, provocant una pujada ràpida en glucosa de sang després de la seva ingesta. El sobreconsum de sacarosa ha estat relacionat amb efectes de salut adversos. El més comú són les càries dentals, en el qual els bacteris orals es converteixen els sucres (incloent-hi sacarosa) del menjar a àcids que ataquen l'esmalt de les dents. La sacarosa, com a carbohidrat pur, té un contingut d'energia de 3.94 kilocalories per gram (o 17 kilojoules per gram). Quan es consumeixen quantitats grans de menjar que contenen percentatges alts de sacarosa, nutrient beneficiós es poden veure desplaçar de la dieta, fet que pot contribuir a agreujar el risc de patir una malaltia crònica. S'ha suggerit que les begudes que contenen sacarosa poden estar relacionades amb el desenvolupament d'obesitat i la resistència a la insulina.
La rapidesa amb la que la sacarosa eleva el nivell de glucosa en sang pot provocar problemes a la gent que pateix d'un metabolisme defectuós de glucosa, com és el cas de persones amb hipoglicèmia o diabetis. La sacarosa pot contribuir al desenvolupament de síndromes metabòliques. Un estudi va descobrir que les rates alimentades amb dietes riques en sacarosa desenvolupaven alts nivells de triacilglicerols, hiperglucèmia, i resistència a la insulina.

## Salut humana
Fa molt de temps que els éssers humans consumeixen sucres, però mai abans havien tingut accés a una quantitat i a una diversitat tan gran de sucres com els que componen la dieta moderna.
Diversos estudis han indicat la possible relació entre el consum de sucres processats i alguns perills per salut, incloent-hi l'obesitat i la caiguda de dents. John Yudkin mostrava que el consum de sucre i altres dolços refinats està íntimament associat amb malalties coronàries.

### Càries a les dents
Es podria dir que les càries de les dents s'han convertit en el perill per a la salut més important relacionat amb el consum de sucre. Els bacteris orals, com pot ser Streptococcus mutans, viuen a una placa dental i metabolitzen qualsevol sucre (no només la sacarosa, sinó també glucosa, lactosa, fructosa, o midons cuits) dins l'àcid làctic. Altes concentracions d'àcid a la superfície de la dent poden provocar-ne la desmineralització.
Els bacteris de la placa dental poden convertir tots els sucres de 6 carbonis i els disacàrids basats en sucres de 6 carbonis, en l'àcid que desmineralitza les dents. La sacarosa és útil només per l'Streptococcus mutans. La sacarosa pot ser el sucre més eficient si és convertit en dextrà, amb el que el bacteri s'enganxa a la superfície de la dent. Per tant, la sacarosa permet a l'Streptococcus mutans adherir-se amb més força i així resistir als intents d'eliminació. El mateix dextrà també actua com a reserva d'aliments pels bacteris. Aquesta funció especial de la sacarosa en la formació de càries a les dents és més significatiu en vista de l'ús gairebé universal de la sacarosa com a l'agent edulcorant més desitjable.

### Índex glucèmic
La sacarosa té un índex glucèmic moderadament alt (64, més o menys com la mel, 62, però no tant com la maltosa, 105) que, al seu torn, provoca una resposta immediata en el sistema digestiu del cos. Igual que altres sucres, la sacarosa és digerida en glucosa (sucre en sang) i es transporta a la sang. Igual que amb altres sucres, el consum excessiu pot causar un augment en els nivells de sucre en sang, dels normals de 90 mg/dl fins a més de 150 mg/dl

### La diabetis
La diabetis, una malaltia que fa que el cos metabolitzi poc sucre, es produeix quan:
1.	El cos ataca les cèl·lules productores d'insulina, una substància química que permet realitzar el metabolisme dels sucres al nostre cos (Diabetis tipus 1).
2.	Les cèl·lules del cos presenten una disminució de respostes a la insulina (diabetis tipus 2).
Quan la glucosa s'acumula al torrent sanguini, pot causar dos problemes:
1.	A curt termini, les cèl·lules no tenen energia perquè no tenen accés a la glucosa.
2.	A llarg termini, l'acumulació de glucosa augmenta l'acidesa de la sang, fent malbé molts d'òrgans del nostre cos, incloent els ulls, els ronyons, els nervis i/o el cor.
Les autoritats aconsellen als diabètics evitar els aliments rics en sucre per evitar reaccions adverses.

### L'obesitat
El Sistema Nacional de Salut i Nutrició indica que la població als Estats Units ha augmentat el seu consum d'energia dels carbohidrats i ha disminuït la de greixos, mentre s'observa que l'obesitat s'ha incrementat. Això implica, juntament amb l'informe de Nacions Unides citat a continuació, que l'obesitat té major relació amb el consum de sucres que amb el consum de greixos, i reduir el consum de greixos mentre s'augmenta el consum de sucres, en realitat augmenta el nivell d'obesitat. La taula següent resumeix l'estudi (basat en la proporció d'energia que es consumeix a partir de les diferents font d'aliments, per a adults dels EUA de 20 a 74 anys, realitzada pels departaments de Salut i Serveis Humans dels EUA, Centres pel control i la Prevenció del Centre National d'Estadístiques de la Salut, Hyattsville MD):
| Any  | Sexe  | Carbohidrats | Greixos | Proteïnes | Obesitat |
| ---- | ----- | ------------ | ------- | --------- | -------- |
| 1971 | Homes | 42,4%        | 36.9%   | 16.5%     | 12,1%    |
| 1971 | Dones | 45.4%        | 36.1%   | 16.9%     | 16,6%    |
| 2000 | Homes | 49.0%        | 32.8%   | 15.5%     | 27,7%    |
| 2000 | Dones | 51.6%        | 32.8%   | 15.1%     | 34,0%    |

Un estudi de l'any 2002 realitzar per l'Acadèmia Nacional de Ciències dels EUA va concloure que no existeix una relació clara i consistent entre el major consum de sucres i l'IMC. (IMC o Índex de Massa Corporal, mesures de pes corporal i alçada).

### La gota
La gota és una malaltia relacionada amb un excés de producció d'àcid úric. Una dieta rica en sacarosa pot produir gota, ja que eleva el nivell d'insulina, cosa que impedeix l'excreció d'àcid úric al cos. Atès que la concentració d'àcid úric en el cos augmenta, també augmenta la concentració d'àcid úric al líquid de les articulacions. Quan arriba a una concentració crítica, l'àcid úric comença a precipitar en forma de cristalls. Els investigadors han implicat les begudes ensucrades en l'augment de casos de gota.

### Assessorament nutricional de les Nacions Unides
El 2003, quatre organismes de les Nacions Unides (inclosa l'Organització Mundial de la Salut i l'Organització de l'Alimentació i l'Agricultura) van encarregar un informe, recopilat en un panell, de 30 experts. El panell va indicar que el total de sucres lliures (monosacàrids, disacàrids, afegits pels fabricants, cuiners o els consumidors als aliments, a més dels sucres presents de manera natural) no hauria de representar més del 10% de la ingesta energètica d'una dieta saludable, mentre que els carbohidrats han de representar un total entre el 55% i 75% de la ingesta d'energia.

### Debat sobre el sucre extrínsec
Continua la discussió pel que fa al valor del sucre extrínsec (addició de sucre als aliments) en comparació amb el sucre intrínsec (present als aliments de manera natural). Afegir sucre als aliments endolceix el sabor però augmenta el nombre total de calories, un dels efectes negatius en la salut i la fisiologia.
Als Estats Units, el sucre cada vegada es fa més evident en els productes alimentaris perquè els fabricants dels aliments afegeixen sucre o xarop de blat de moro d'alta fructosa als aliments que consumim. Les barres de caramel, els refrescs, les patates fregides, els snacks, els sucs de fruites, la mantega de cacauet, les sopes, els gelats, les melmelades, les galetes, els iogurts, els pa i molts altres aliments poden tenir sucres afegits.

### Les preocupacions dels vegetarians i vegans
La indústria de refinament de sucre sovint utilitza ossos carbonitzats (ossos d'animals calcinats) com a decolorant. Al voltant del 25% del sucre produït als Estats Units es processa amb ossos carbonitzats com a filtre, la resta en un procés amb el carbó. Com que amb els ossos carbonitzats no sembla que el sucre estigui acabat, els líders religiosos jueus consideren que el sucre filtrat a través dels ossos és parve/kosher.

## La producció
El sucre de taula (sacarosa) prové de fonts vegetals. Les dues collites de sucre predominants són: la remolatxa (Beta vulgaris) i la de canya de sucre (Saccharum spp.), en els quals el sucre representa del 12% a 20% del pes sec de la planta. Com a cultius de menor ús comercial, s'inclouen la palmera datilera (Phoenix dactylifera) i l'auró de sucre (Acer saccharum). En el curs 2001/2002, la producció mundial de sucre va ascendir a 134.100.000 tones. La sacarosa s'obté per extracció d'aquests cultius amb aigua calenta, la concentració de l'extracte ens dona xarops, dels quals s'obté la sacarosa sòlida que forma cristalls.
La primera producció de sucre de canya es va dur a terme a l'Índia. La companyia d'Alexandre el Gran va dir haver vist la mel produïda sense intervenció de les abelles, això va romandre extern a Europa fins que els àrabs en van començar a produir a Sicília i la península ibèrica. Només després de les croades es va a distribuir la mel com a edulcorant per Europa. Els espanyols van començar a conrear canya de sucre a les Índies Occidentals l'any 1506 i a Cuba el 1523. La primera plantació portuguesa de canyes de sucre, va ser al Brasil el 1532.
La major part de la producció de canya de sucre prové de països amb climes càlids com Brasil, l'Índia, Xina, Tailàndia, Mèxic i Austràlia, els principals països productors de sucre del món. El major productor és Brasil amb aproximadament 30 milions de tones de canya de sucre el 2006, mentre que l'Índia produeix 21 milions, la Xina 11 milions, i Tailàndia i Mèxic al voltant de 5 milions cada un.
Vist per regions en el món, Àsia predomina en la producció de canya de sucre, amb grans contribuïdors com la Xina, l'Índia i Tailàndia, i altres països es combinen per al 40% de la producció mundial el 2006. Amèrica del Sud ocupa el segon lloc amb el 32% de la producció mundial, Àfrica i Amèrica Central produeixen el 8% cada un i Austràlia el 5%. Els Estats Units, el Carib i Europa conformen la resta amb aproximadament un 3% cada un.
El sucre de remolatxa prové de regions amb climes freds com són el nord-oest i l'est d'Europa, el nord del Japó, a més d'algunes zones dels Estats Units (incloent Califòrnia). A l'hemisferi nord, la temporada de cultiu de la remolatxa acaba amb l'inici de la collita als volts de setembre. La recollida i el procés continua fins al març en alguns casos. L'habilitat de processament de la capacitat de la planta i el temps, influeixen ambdós en la durada de collita i processament – la indústria pot fer anar més ràpid el procés des de la collita fins al processament, però una remolatxa congelada i, per tant, perjudicada no podrà ser mai processada.
La Unió Europea s'ha convertit en el segon exportador de remolatxa més important del món. La Política Agrícola Comunitària de la UE estableix quotes màximes per a la producció dels membres per adaptar l'oferta i la demanda a un preu comú. Europa exporta quota de producció en excés (al voltant de 5 milions de tones el 2003). Part d'aquesta quota de sucre és subvencionada pels impostos de les indústries, la resta (aproximadament la meitat) es ven com a "contingent C" de sucre a preus de mercat sense subvencions. Aquestes subvencions i una tarifa creixent d'importació fan difícil als altres països exportar cap als membres de la Unió Europea, o competir amb ells en els mercats mundials.
Els Estats Units han establert uns preus més alts de sucre per donar suport als seus productors. L'efecte d'això ha estat que molts consumidors usuals de sucre s'han canviat a consumidors de xarop de blat de moro (producció de begudes) o han hagut de marxar del país (com a productors de dolços).
Els baixos preus dels xarops de glucosa produïts a partir de blat i blat de moro, amenacen el mercat del sucre tradicional. Això, combinat amb la producció d'edulcorants artificials, permet als fabricants de begudes produir productes de molt baix cost.

### La política del sucre enfront HFCS (high-fructose corn syrup: xarop de blat de moro)
La sacarosa ha estat parcialment reemplaçada a Amèrica en el camps de l'alimentació per altres edulcorants artificials com els xarops de glucosa o combinacions d'ingredients funcionals i edulcorants més potents. Aquest canvi és atribuïble a les subvencions que ha donat el govern dels EUA pel productors de sucre del país i a les tarifes o impostos que ha imposat als importadors estrangers, fent així que el preu de la sacarosa sigui més alt allà que en qualsevol altra part del món.
A causa, doncs, d'aquests preus tant elevats de la sacarosa, als productors d'aliments dolços els surt més a compte utilitzar altres edulcorants, com el xarop de blat de moro alt en fructosa, també conegut com a HFCS.

### Canya de sucre
Des del segle 6è abans de Crist, la canya de sucre ha estat utilitzada per extreure'n i filtrar-ne el suc. Els productors després, tracten el líquid (normalment amb òxid de calci) per treure'n les impureses i neutralitzar-les. Bullint el suc, poden separar els compostos residuals i els que els interessen, ja que uns queden a baix i els altres suren per damunt dels primers.
Posteriorment, després d'haver colat el líquid dolç, el cristal·litzen formant així els cristalls de sucre.
El xarop líquid restant pot ser tractat en altres processos en diferents tipus de fàbriques.

### Remolatxa
Els productors de sucre tallen la remolatxa rentada, i n'extreuen el sucre amb aigua calenta. Posteriorment, amb una solució alcalina, en treuen les impureses i ho filtren. Després, per evaporació dels líquids, cristal·litzen la porció sòlida, i n'extreuen els cristalls de sucre.

### Canya enfront remolatxa
És complicat trobar una diferència entre el sucre completament refinat de la canya de sucre i el de la remolatxa.
Una manera de trobar diferències és fer una anàlisi d'isòtops. La canya utilitza C4 com a mecanisme de fixació de carboni, i la remolatxa, C3. Això es tradueix en 13C i 12 C isòtops dins la sacarosa. Aquest tipus de test s'utilitza per detectar un abús fraudulent de les subvencions que presta la UE i per ajudar en la detecció dels sucs de fruites adulterats.
La producció del sucre de canya necessita aproximadament quatre vegades més d'aigua que la producció de sucre a partir de la remolatxa; per aquest motiu, alguns països que tradicionalment tenien cultiu de canya sucrera, han començat nous cultius de remolatxa i fàbriques adaptades a aquesta producció. D'altra banda, el sucre de canya tolera millor els climes càlids. Algunes fàbriques sucreres processen els dos tipus de mètodes d'extracció del sucre, segons l'època de l'any en què es trobin.
Els residus que genera l'extracció de sucre depenen de les matèries primeres utilitzades i del lloc de la producció.
Moltes marques etiquetaven el seu sucre com a “pura canya”, però el sucre de remolatxa és quasi sempre etiquetat com a sucre o sucre pur. Però entrevistes amb els cinc principals productors de sucre de remolatxa han demostrat que la major part del sucre de remolatxa és pura remolatxa. El codi del lot serveix per identificar la companyia i la planta de la qual prové el sucre, fet que possibilita al botiguer identificar qualsevol paquet de sucre i saber qui n'és el productor.

### Sucre de cuina
Els anomenats “sucres en brut” comprenen els sucres passant pels grocs fins als marrons, obtinguts per l'ebullició i l'evaporació amb calor del xarop de sucre líquid, fins que cristal·litza, amb el mínim de tractaments químics possibles.
Els tipus de “sucre brut” inclouen la demerara, la muscovada i la turbinada. Mauritània i Mali exporten els tres tipus de sucre en quantitats importants. Els productors preparen algunes vegades el sucre líquid en lloc de cristal·litzat, d'aquesta manera el poden barrejar amb sucre menys pur (amb algunes impureses) i cristal·litzar la mescla. Aquest tipus de mescla s'utilitza en pastisseria i producció de pans. A Sud-amèrica, el sucre pur no té gaire mercat, sinó que és aquesta mescla la que l'ocupa.

### Contingut del sucre dissolt
Els científics i la indústria del sucre utilitzen els graus de Brix (símbol: ºBx), introduïts per Antoine Brix, com a unitats de mesura de la relació de massa de les substàncies dissoltes en aigua; o dit d'una altra manera, 25 grams de sacarosa i 75 grams d'aigua en una dissolució.
Aquests graus estan mesurats amb sensors d'infrarojos. Aquesta manera de mesura no és equivalent a la mesura de densitat o a la d'índex de refracció, ja que aquesta mesura específicament sucres dissolts en lloc de sucres sòlids.
Quan es fa servir un aparell de mesura de refracció, els resultats s'expressen en RDS (refractomeric dried substance). Es podrà parlar de líquid quan hi hagi 20ºBx RDS.

## Història de la producció de sacarosa
En el passat, la gent solia mastegar la canya en brut per extreure'n la seva dolçor. Els indis van descobrir com cristal·litzar el sucre durant la dinastia Gupta, al voltant del 350 dC.
La canya de sucre és originària de la Sud Àsia tropical i del Sud-est asiàtic. Les diferents espècies probablement es van originar en diferents indrets a partir de dues espècies avantpassades, la S. barberi originària de l'Índia i la S.edule i lal S. Officinarum provinent de Nova Guinea.
Durant la revolució agrícola musulmana, empresaris àrabs van adoptar les tècniques de producció de sucre de l'Índia i posteriorment les van refinar i transformar en una indústria a gran escala. Els àrabs van establir la sucreries, refineries, fàbriques i plantacions a gran escala.
En dècada del 1390 es va assolir una millor premsa, la qual va permetre doblar el suc obtingut de la canya. Aquest fet va permetre l'expansió econòmica de les plantacions de sucre cap a Andalusia i també a l'Algarve. En la dècada de 1420 es va produir l'expansió de producció de sucre a les Illes Canàries, Madeira i a les Açores.
Els portuguesos van portar el sucre a Brasil. Hans Staden va escriure que pels voltants del 1540 a l'Illa de Santa Cristina, hi havia 800 sucreries i que a la costa nord del Brasil, a Demerara i a Surinam, n'hi havia 2000 més. Aproximadament 3000 petites fàbriques van ser creades abans del 1550 en el Nou Món, donant lloc a una demanda sense precedents d'engranatges de ferro fos, palanques, eixos i altres peces de maquinària. Degut a l'expansió de la producció de sucre, van aparèixer especialistes en fabricació de motlles i ferros de fosa a pressió desenvolupats a Europa. La construcció de sucreries va desenvolupar un seguit d'habilitats tecnològiques necessàries per la naixent revolució industrial al segle xvii.
Després del 1625, els holandesos van portar la canya de sucre des de Sud Amèrica fins a les Illes del Carib, on es cultivava des de les Barbados fins a les Illes Verges. Amb la colonització europea de les Amèriques, el Carib va esdevenir la major font mundial de sucre. Aquestes illes podien subministrar la canya gràcies a la feina dels esclaus i produir sucre a preus molt inferiors als de la canya de sucre importada d'Orient.
Durant el s. XVIII, el sucre va esdevenir molt popular i el seu mercat va passar per una sèrie de "bums". Des que els europeus van establir plantacions de sucre al llarg de les illes del Carib, els preus van caure, sobretot a Gran Bretanya. Al s. XVIII tots els nivells de la societat ja havien esdevingut consumidors habituals del producte de luxe. Al principi, la majoria del sucre de Gran Bretanya era destinat al te, però després va adquirir força en els camps de la confiteria i les xocolatines.
A partir de finals del s.XVIII, la producció de sucre es va mecanitzar cada vegada més. La primera màquina de vapor que es va utilitzar a les sucreries va ser a Jamaica el 1768, poc després, el vapor va substituir el foc directe com a font de calor del procés.
Durant el mateix segle, els europeus van començar a experimentar amb la producció de sucre d'altres cultius.
Andreas Markgraf va identificar la sacarosa a l'arrel de la remolatxa, i el seu alumne Franz Achard va construir una planta de processament de sucre a Silèsia. No obstant, la indústria de sucre de remolatxa va esdevenir realment important durant la Guerra del Francès, quan França i el continent van ser privats del sucre del Carib. Avui, un 30% del sucre mundial es produeix a partir de remolatxa.
Actualment, una gran refineria de remolatxa produeix al voltant de 1500 tones de sucre al dia i necessita una plantilla permanent d'uns 150 treballadors per dur a terme la producció 24 hores al dia.

## Comerç i economia
Històricament el sucre és un dels productes més àmpliament comercialitzat al món. Prop de 100 dels 180 països del món produeixen sucre de la remolatxa o de la canya de sucre, uns quants més refinen el sucre en brut per produir sucre blanc, i tots els països consumeixen sucre. La consumició de sucre va des de 3 quilograms per persona i per any a Etiòpia fins a 40 quilograms per persona i per any a Bèlgica. El consum per capita augmenta amb la renda per capita fins a arribar a un màxim de 35 quilograms per persona i per any en els països d'ingressos mitjans.
Molts països subvencionen la producció de sucre en excés. La Unió Europea, els Estats Units, el Japó i molts països desenvolupats subvencionen la producció nacional i apliquen alts aranzels per a les importacions. Els preus del sucre en aquests països sovint han superat fins a tres vegades els preus del mercat internacional.
Dins dels organismes de comerç internacional, especialment en l'Organització Mundial del Comerç, els països del G-20 liderats per Brasil han discutit des de fa temps que a causa que aquests mercats exclouen les importacions de canya de sucre, els productors de sucre del G-20 reben preus més baixos dels que correspondrien al lliure comerç. Mentre que la Unió Europea i els Estats Units mantenen aliances de comerç mitjançant les quals determinats països en desenvolupament i menys avançats poden vendre determinades quantitats de sucre, lliures de les tarifes usuals d'importació, dins els respectius mercats. Els països fora d'aquests règims comercials s'han queixat que aquests acords són contraris al principi de la “nació més afavorida” del comerç internacional. Aquest fet, en el passat, ha portat nombrosos aranzels i taxes complementàries.
El 2004, l'Organització Mundial del Comerç (OMC) va fer costat a un grup de nacions exportadores de sucre de canya (liderada pel Brasil i Austràlia), va governar el règim sucrer de la EU i el Protocol de Sucre d'acompanyament ACP-EU (pel qual un grup de països africans, caribenys i del pacífic reben accés preferencial al mercat europeu del sucre) il·legal. En resposta amb aquesta i d'altres resolucions de la OMC, i també a causa de les pressions internes sobre el règim sucrer de la EU, la Comissió Europea va proposar el 22 de juny de 2005 una reforma radical d'aquest règim sucrer de la EU, retallant preus al 39% i eliminant totes les exportacions de sucre de la EU. Els països africans, del carib, del pacífic, i almenys els avançats exportadors de sucre van reaccionar amb consternació davant les propostes de la EU. El 25 de novembre de 2005 el Consell Europeu va estar d'acord en semblava que el Programa del sucre dels Estats Units, podia ser el següent objectiu de la reforma. No obstant, alguns comentaristes esperaven una forta pressió provinent de la indústria sucrera dels EUA, la qual va donar 2.7 milions de dòlars a la Casa Blanca i als membres del senat a les eleccions del 2006, més que a qualsevol altre grup de cultivadors d'aliments. Especialment, els grups de pressió inclouen els germans Fanjul, també anomenats “els barons del sucre” els quals van aportar la contribució individual més gran de diners tan al partit demòcrata com al republicà del sistema polític dels Estats Units d'Amèrica.
Petites quantitats de sucre, especialment els graus d'especialitat del sucre, arriben al mercat de matèries primeres com a “comerç just”; sistema que produeix i ven aquests productes entenent que una fracció més gran del normal dels ingressos va a donar suport als petits grangers del món en desenvolupament. No obstant això, mentre que la Fundació de Comerç Just ofereix una prima de 60$ per tona als petits grangers productors de sucre de la marca “ComerçJust”, els esquemes del govern com el Programa del Sucre dels Estats Units i el Protocol del sucre ACP ofereixen primes del voltant de 400$ per tona, per sobre dels preus del mercat mundial. Tanmateix, la Unió Europea va anunciar el 14 de setembre de 2007 que havia ofert eliminar tots els impostos i quotes sobre la importació de sucre dins la EU.
L'associació del sucre dels Estats Units ha llençat una campanya per promocionar el sucre davant substituts artificials. L'associació, ara, desafia agressivament moltes creences comunes sobre els efectes secundaris negatius del consum de sucre. La campanya va començar amb un anunci publicitari de televisió l'any 2007 a les hores de major audiència dels “Premis Emmy” a la cadena FOX. L'associació del sucre utilitza com a lema “Sucre: dolç per naturalesa”.